# Sexteto Tango
El Sexteto Tango fue un conjunto musical de tango fundado en 1968 por un grupo de músicos pertenecientes a la orquesta de Osvaldo Pugliese. El conjunto tuvo una larga trayectoria, hasta su disolución en 1991.

## Nacimiento del grupo
Cuando en 1965 el maestro Osvaldo Pugliese regresó de una extensa gira que había realizado con su orquesta por Japón planteó la idea de formar un sexteto al modo decariano, pues le parecía que había que reducir la formación como forma de enfrentar la crisis que sufría el tango en esos años, pero no llegó a concretar ese cambio.
En 1966 la orquesta debió suspender su actividad por una enfermedad de Pugliese y allí seis de sus integrantes crean, en octubre de 1968, el Sexteto Tango. Comienzan sus presentaciones debutando en Caño 14, uno de los templos mayores del tango de ese momento y cuando poco tiempo después Pugliese vuelve a la actividad sus integrantes tocan en las dos formaciones, para después separarse definitivamente en los mejores términos. Pocos meses después  grabaron su primer long play titulado Presentación del Sexteto Tango, para el sello RCA Víctor incluyendo temas como Quejas de bandoneón, Amurado, La bordona y Danzarín.

## Trayectoria posterior
Su presentación en el popularísimo programa Sábados Circulares, dirigido por Pipo Mancera en Canal 13 les dio difusión masiva. Después vinieron las giras por el extranjero, que incluyen presentaciones en el Hotel Victoria Plaza y en el Teatro Solís, de Montevideo, así como en Estados Unidos, América Latina y Europa.
En París, por ejemplo, actuaron durante dos meses en la mítica Les trottoirs de Buenos Aires. En 1974 tocaron en el Teatro Colón de Buenos Aires sumando a sus músicos las voces de Roberto Goyeneche y Edmundo Rivero. Esa noche también participaban del espectáculo Aníbal Troilo, Horacio Salgán y Florindo Sassone.
El Sexteto Tango grabó once long play, todos en el sello RCA Víctor, salvo uno producido en Japón con para la discográfica CBS Columbia. Uno de ellos, de 1983, contiene doce temas interpretados por Goyeneche entre los que se destacan el tango Estrella de Marcelino Hernández y Roberto Cassinelli, y el valsecito Esquinas porteñas, de Sebastián Piana y Homero Manzi.
En 1985 y 1995 el Sexteto Tango recibió Diplomas al Mérito de los Premios Konex, en el género Música Popular.

## Integración inicial
La integración inicial era:
- Osvaldo Ruggiero  (bandoneonista)
- Víctor Lavallén (bandoneonista)
- Emilio Balcarce (violinista)
- Oscar Herrero (violinista)
- Julián Plaza (pianista)
- Alcides Rossi (contrabajista)
- Jorge Maciel  (voz)

## Valoración
El Sexteto Tango es uno de los conjuntos dedicados al tango más representativo del género a partir de los años setenta, organizada como los sextetos tradicionales pero con una concepción vanguardista y a la vez respetuosa de la esencia del género. Sus componentes eran músicos de talento y prestigio pero el grupo era más que una suma de individualidades. Su estilo continuaba la estructura esencial del estilo de Pugliese pero no era una mera copia o imitación del mismo: lograron un sonido propio, que sirvió como punto de partida de otras muchas formaciones que lo siguieron y en algunos casos, lo imitaron.
Fueron alabados por la crítica de su momento que le reconoció el mérito de tratar de forjar una difícil síntesis entre vanguardia y tradición, eludir tanto la tentación de imitar al autor de La yumba como la de embarcarse en algunas experimentaciones vanguardistas. Lograron un estilo propio, un logro en el que tuvieron mucho que ver músicos excepcionales como Emilio Balcarce y Julián Plaza. Su actuación se extendió hasta 1991.